# 2011感動香港
2011感動香港（英語：Hong Kong Loving Hearts 2011）是亞洲電視第二年播出感動香港節目，播出2011年的26位年度感動香港人物故事。本屆官方口號為尋找身邊的故事。
節目由中國人壽保險（海外）股份有限公司冠名贊助，稱為《中國人壽（海外）呈獻：2011感動香港》。
下一年感動香港的資訊，請參見2012感動香港。

## 評選委員會

### 首席評委
- 曾鈺成，GBS，JP

### 榮譽評委
- 梁振英，GBM，GBS，JP

### 評審委員
| - 王桂壎太平紳士 - 王䓪鳴博士，DBE，JP - 朱蓮芬，BBS，JP - 李樂詩博士，MH - 李鵬飛，JP - 周梁淑怡，GBS，OBE，JP - 林貝聿嘉，GBS，OBE，JP - 林振輝 - 姜在忠 - 施麗珊 - 洪清田 - 紀文鳳，SBS，JP - 胡定旭 - 張灼祥 | - 張國良 - 張國柱 - 張瑪莉 - 梁君彥，GBS，JP - 梁智鴻，GBS，OBE，GBM，JP - 郭位 - 陳兆焯 - 陳淑莊 - 陳繁昌 - 湯漢主教 - 黃毓民 - 楊耀忠，BBS，JP - 葉國謙，GBS，JP - 劉宇新，BBS | - 劉廷安 - 蔣麗芸，JP - 鄭國江 - 鄭耀棠，GBS，JP - 霍震霆，GBS，JP - 鮑起靜 - 應家柏，JP - 藍鴻震，GBS，ISO，JP - 譚偉豪，JP - 譚耀宗，GBS，JP - 關惠群 - 覺光法師，GBS - 龔中心 |

## 感動候選人物
| 十大感動人物得主 |

| 編號 | 人物                       | 職位                           | 角色                 |
| 01   | 甘浩望神父                 | 扶助弱勢社群                   | 意人義事             |
| 02   | 政府飛行服務隊             |                                | 「飛」常任務         |
| 03   | 杜永政                     | 義工心理醫生                   | 知心友               |
| 04   | 高誌樫                     | 野外訓練導師                   | 獨具善心             |
| 05   | 饒宗頤                     | 國學大師                       | 國寶、通儒           |
| 06   | 郭九                       | 烏溪沙義工                     | 勿以善小而不為馮都新 |
| 07   | 狄恆神父                   | 香港及九龍華仁書院前校監、校長 | 捨己為「仁」         |
| 08   | 林東                       | 平民慈善家                     | 濟世救人             |
| 09   | 廣華醫院                   |                                | 廣濟華胞             |
| 10   | 吉川武浩                   | 居港日商                       | 大和濃情             |
| 11   | 周婉芬、吳詩韻、李彥璋     | 飛行義工                       | 讓愛起飛             |
| 12   | 入境處協助在外香港居民小組 |                                | 回家路               |
| 13   | 羅春香                     | 義務髮型師                     | 「髮」乎情           |
| 14   | 杜聰                       | 推動愛滋病教育義工             | 智善於行             |
| 15   | 汪明欣                     | 失明人士                       | 步向彩虹             |
| 16   | 陳荔芬、鄧家怡             | 義送糖水少女                   | 甜蜜「密」           |
| 17   | 洪松蔭                     | 前香港首席單車手               | 「松」不放棄         |
| 18   | 彭志宏                     | 矯形外科醫生                   | 繼續微笑             |
| 19   | 李少萍                     | 油麻地義工                     | 冬日暖流             |
| 20   | 徐祥齡                     | 東莞社區中心創辦者             | 異鄉、義助           |
| 21   | 李子誦                     | 前文匯報社長                   | 百歲報人             |
| 22   | 范上達、盧寵茂             | 肝臟移植權威                   | 杏林聖手             |
| 23   | 盧光輝                     | 退休校長                       | 山狗校長             |
| 24   | 張淑儀                     | 乳腺外科醫生                   | 與你同行             |
| 25   | 吳偉明                     | 培幼會受助人                   | 飲水思源             |
| 26   | 邵曳戎                     | 溫州特警支隊隊長               | 溫州勇士             |

## 網上投票
亞洲電視今年首次推出網上投票，令市民可以一起推選10位年度感動香港人物。

## 播放日期及時間
以下時間以當地時間為準
| 頻道       | 國家／地區 | 播放日期及時間                        | 當地時區 | 備註     |
| ---------- | ---------- | ------------------------------------- | -------- | -------- |
| 亞視本港台 | 香港       | 2011年9月12日起星期一至五20:30-21:00  | UTC+8    |          |
| 亞視亞洲台 | 香港       | 2011年9月13日起星期一至五20:00-20:30  | UTC+8    | 高清廣播 |
| 亞視國際台 | 香港       | 2011年10月15日起星期一至日20:30-21:00 | UTC+8    | 英語廣播 |

註：以播映時間先後排列

## 收視
以下為該節目於亞洲電視本港台首播之收視紀錄：
| 日期          | 平均收視 | 最高收視 | 百分比 | 收看數值 | 欣賞指數 |
| ------------- | -------- | -------- | ------ | -------- | -------- |
| 2011年9月19日 |          |          |        | 91.1     | 74.5     |

- 平均收視／百分比來源：CSM媒介研究，每一個收視點代表約63600名觀眾收看
- 收看數值／欣賞指數來源：香港大學民意研究計劃 電視觀眾研究
- 記錄的資料以電視台當日播出內容為準

## 外部連結
- 《2011感動香港年度人物評選》官方網址（包括網上投票）
- 《ATV 2011 感動香港年度人物頒獎禮》Youtube 官方片段（页面存档备份，存于）